# Campeonato Mundial de Ciclismo en Pista de 1901

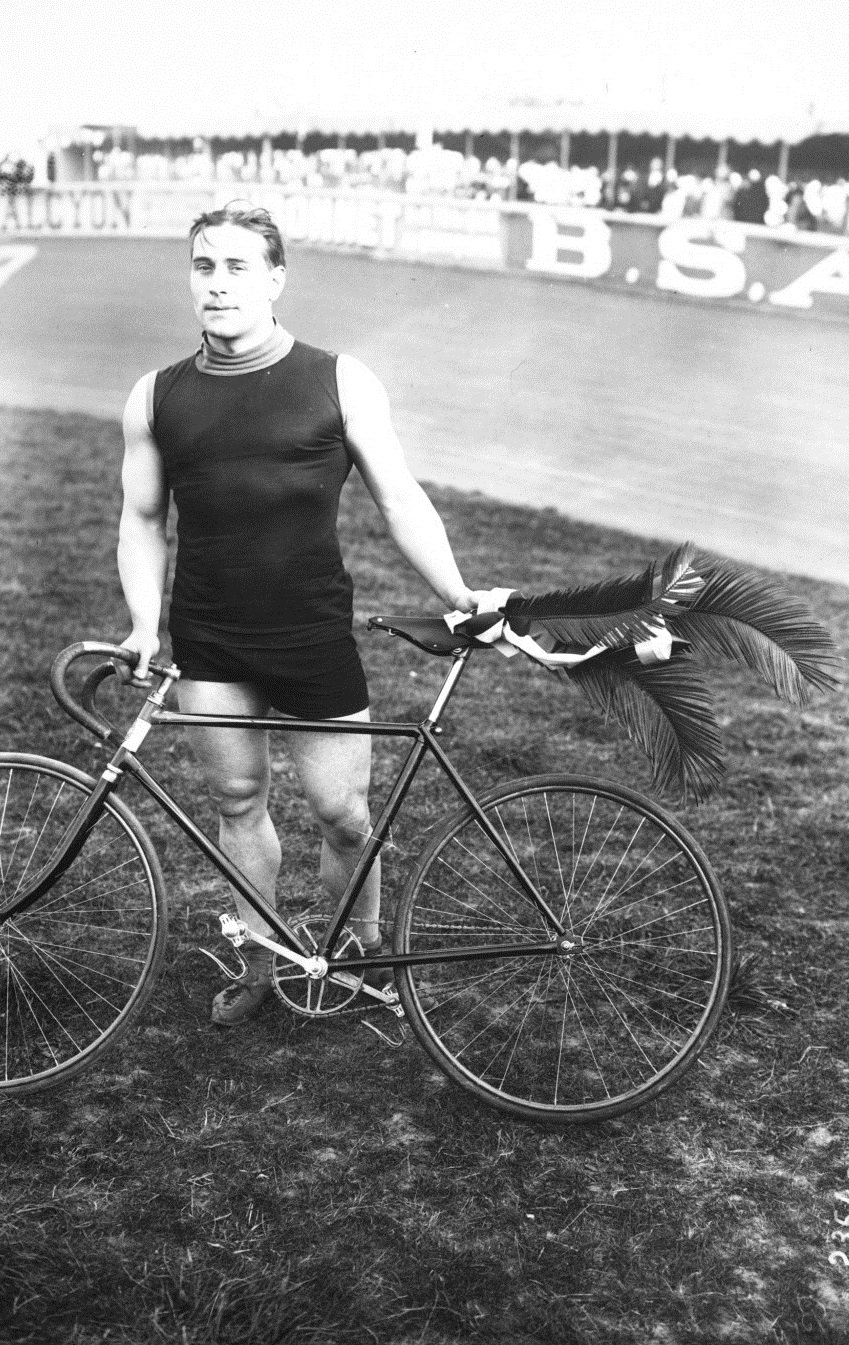
23-9-12, Buffalo, Maitrot

El IX Campeonato Mundial de Ciclismo en Pista se celebró en Berlín (Alemania) entre el 7 y el 14 de julio de 1901 bajo la organización de la Unión Ciclista Internacional (UCI) y la Federación Alemana de Ciclismo.
Las competiciones se realizaron en el Velódromo de Friedenau de la capital germana. En total se disputaron 4 pruebas, 2 para ciclistas profesionales y 2 para ciclistas aficionados o amateur.

## Medallistas

### Profesional
| Evento      | Oro                          | Plata                          | Bronce                          |
| ----------- | ---------------------------- | ------------------------------ | ------------------------------- |
| Velocidad   | Thorvald Ellegaard Dinamarca | Edmond Jacquelin Francia       | Gustav Schilling · Países Bajos |
| Medio fondo | Thaddäus Robl Alemania       | Piet Dickentman · Países Bajos | Fritz Ryser · Suiza             |

### Amateur
| Evento      | Oro                       | Plata                   | Bronce                    |
| ----------- | ------------------------- | ----------------------- | ------------------------- |
| Velocidad   | Émile Maitrot Francia     | Léon Vejtruba Bohemia   | Heinrich Struth Alemania  |
| Medio fondo | Heinrich Sievers Alemania | Bruno Salzmann Alemania | Alfred Görnemann Alemania |

## Medallero
| Núm. | País         | Oro | Plata | Bronce | Total |
| ---- | ------------ | --- | ----- | ------ | ----- |
| 1    | Alemania     | 2   | 1     | 2      | 5     |
| 2    | Francia      | 1   | 1     | 0      | 2     |
| 3    | Dinamarca    | 1   | 0     | 0      | 1     |
| 4    | Países Bajos | 0   | 1     | 1      | 2     |
| 5    | Bohemia      | 0   | 1     | 0      | 1     |
| 6    | Suiza        | 0   | 0     | 1      | 1     |
|      | TOTAL        | 4   | 4     | 4      | 12    |